# جدعون غريفز
جدعون غريفز (بالعبرية: גדעון גרייף‏) هو مؤرخ إسرائيلي، ولد في 16 مارس 1951 في تل أبيب في إسرائيل.